# Geneweb
GeneWeb est un logiciel de généalogie libre et gratuit doté d'une interface web, utilisable aussi bien sur un ordinateur non connecté à Internet qu'en service web. Initialement conçu en 1997 par Daniel de Rauglaudre, il utilise des techniques de calcul de parenté et de consanguinité innovantes, mises au point par Daniel de Rauglaudre et Didier Rémy, directeur de recherche à l'INRIA.

## Description
GeneWeb, logiciel libre sous Licence publique générale GNU écrit en langage Ocaml, est disponible pour Unix, Microsoft Windows et Mac OS X. Il peut s'intégrer à un serveur Web via une interface CGI ou fournir son propre serveur web (configuration par défaut : port 2317). En tant que service web, le logiciel permet d'accéder à une généalogie à distance, de donner les droits de modification à une autre personne (accès magicien, protection par mot de passe), et les droits de lecture à des amis (accès ami, protection par mot de passe) pour consulter les données des personnes vivantes ou de moins de cent ans.
L'interface web côté utilisateur est intégralement en HTML, la page est générée par le serveur. L'interface web est disponible en allemand, anglais, danois, espagnol, finnois, français, italien, néerlandais, suédois ; il est possible de modifier soi-même la traduction de l'interface.
Le logiciel utilise son propre format d'échange d'informations généalogiques en dehors de l'interface web : le format GW. Ce format texte de la base de données rend possible l'archivage (dans un format lisible par l'homme) et les échanges entre utilisateurs de GeneWeb. Par ailleurs GeneWeb sait lire et écrire des fichiers au format GEDCOM.

## Historique
La liste de discussion a été créée en décembre 2002 à l’époque de la version 4.08 et compte plus de 1 000 membres qui exposent en français ou en anglais leurs problèmes, ou proposent des solutions.
Après une dernière release 5.02 en janvier 2011, Daniel de Rauglaudre laisse Geneanet continuer le développement. Leur nouveau développeur publie la version 6.0 le 3 octobre 2011 et sera actif jusque fin 2014 en publiant la version 6.08 et laissant le développement de l’outil dans une version instable 7.0-alpha où le format des bases a été modifié. L’intégralité des bases généalogiques sur Geneanet même ont été forcées à passer dans cette version alpha à l’insu de leurs utilisateurs
Le développement est repris en open source par des bénévoles qui mettent en place en octobre 2015, un Mediawiki ouvert pour développer la documentation de manière collaborative, Geneanet ne l’ayant jamais entretenue.
Geneanet dépose le nom GeneWeb à l’INPI en 2016 alors que l’entreprise ne contribue plus du tout au développement de l’outil.
Après cinq ans sans maintenance du logiciel, en juin 2018, Geneanet recrute un nouveau développeur OCaml pour Geneweb et s’approprie quelques mois plus tard le dépôt Geneweb sur GitHub au détriment des bénévoles qui y contribuaient. Bien que Geneanet n’y contribue pas du tout, l’entreprise affiche un lien vers le Mediawiki de documentation de Geneweb dans le pied de page de son portail section « Galaxie Geneanet » depuis la fin de l’année 2019.
Quand les groupes Yahoo ferment, la liste de discussion GeneWeb disparaît.
La version 7.0 de GeneWeb est publiée le 30 octobre 2020 sans aucune annonce de la part de Geneanet. Dans cette nouvelle version, l’intégralité des changements sur l’interface ont été mis à jour par des bénévoles entre 2015 et là, tout comme l’est toujours le wiki de documentation.

## Applications
Le serveur Web, d'abord uniquement disponible sur Internet sur les serveurs de l'INRIA, a maintenant été intégré comme moteur d'autres sites Internet de base de données de généalogie tels que Geneanet.
Le logiciel permet notamment de faire contribuer un ensemble de magiciens à des bases de données généalogiques de grand effectif. La base « Roglo », par exemple, alimentée par plus de 250 magiciens, a passé le cap des 10 millions de personnes (toutes reliées entre elles) en 2024.